# Socialistický sektor
Socialistický sektor byl komunistický ekonomický termín, popisující a shrnující ty podniky a provozy, které spadaly pod správu státní, nebo družstevní.
V ČSR a ČSSR býval jeho růst v 50. letech na úkor sektorů ostatních představován jako vzorná ukázka budování socialismu a hlavně odstraňování soukromého vlastnictví. Podle statistik, uvedených v PSN z roku 1962, se v roce 1948 podílel socialistický sektor na HDP země 50 %, roku 1960 to bylo však již 96 % (v souvislosti s tím naopak ostře klesal podíl tzv. kapitalistického a malovýrobního sektoru).
V socialistickém sektoru neplatily tržní zásady a mechanismy; neboť tyto podniky jednak nebyly plně samostatné a jejich cílem nebylo dosáhnutí zisku, nýbrž splnění výrobního plánu, zadaného z plánovací a politické sféry. Proto nedocházelo k zvyšování efektivity a tedy i snižování nákladů prostřednictvím technologických inovací a úspor. Socialistický sektor se tak ukázal postupem času jako neefektivní a vedl i k poklesu hospodářské výkonnosti ČSSR; v 80. letech v porovnání se západními zeměmi byly náklady na výrobu zboží o stejné hodnoty mnohem vyšší a nejinak tomu bylo i v ostatních zemích východního bloku. Rovněž byla vyšší i energetická náročnost ve výrobě.